# Elitserien i handboll för damer 1990/1991
Elitserien i handboll för damer 1990/1991 vanns av Irsta HF, som efter slutspel även blev svenska mästare.

## Sluttabell
1. Irsta HF
2. Sävsjö HK
3. Skånela IF
4. Skuru IK
5. Tyresö HF
6. Stockholmspolisens IF
7. RP IF
8. Skara HF
9. Spårvägen HF
10. Kortedala IF

## Skytteligan
- Eva Olsson, Tyresö HF - 32 matcher, 204 mål[1]